# 碱基类似物
碱基类似物（英語：Base analog）是具有取代核苷酸中核碱基功能的化学物质，是一类能够诱发点突变的试剂。例子有：5-溴尿嘧啶和2-氨基嘌呤。
碱基类似物在进入细胞后通过补救途径转化为相应的脱氧核苷三磷酸类似物，并接下来在DNA复制中代替dNTP进入DNA分子中。由于它们与正常的碱基在结构上毕竟有差异，因此它们的配对性质将与正常的碱基有所不同。错误的配对性质最终会导致DNA中的碱基对发生转换。